# Paranotothenia dewitti
Paranotothenia dewitti és una espècie de peix pertanyent a la família dels nototènids.

## Hàbitat
És un peix d'aigua marina, demersal i de clima polar.

## Distribució geogràfica
Es troba a l'oceà Antàrtic: el mar de Somov (64° 04′ S, 165° 39′ E).

## Observacions
És inofensiu per als humans.